# Festuca fragilis
Festuca fragilis är en gräsart som först beskrevs av Luces, och fick sitt nu gällande namn av Briceño. Festuca fragilis ingår i släktet svinglar, och familjen gräs. Inga underarter finns listade i Catalogue of Life.